# SpringBoard
SpringBoard est l'application chargée de gérer l'écran d'accueil d'iOS, le système d'exploitation développé par Apple pour ses appareils mobiles.

## Personnalisation et jailbreak
Le SpringBoard n'est personnalisable qu'à partir de l'iPhone 3GS sorti en 2009. Jusqu'alors, il était nécessaire de procéder à un jailbreak d'iOS ; le SpringBoard pouvait alors être personnalisé à l'aide de divers thèmes disponibles sur Cydia (l'activation de ces derniers nécessitait toutefois l'installation du programme Winterboard, lui aussi disponible gratuitement sur Cydia). Le jailbreak patchait le SpringBoard pour l'affichage des applications des tierces-parties, mais ultérieurement, patcher le SpringBoard ne fut plus nécessaire puisqu'il affichait nativement ces icônes.
Les applications issues du jailbreak sont stockées dans /Applications, alors que les applications de tierces-parties issues de l'App Store sont stockées dans /var/mobile/Applications.

## Bug du 2 décembre 2017
Sous iOS 11.1.2, à partir de cette date, un bug provoquait le redémarrage du Springboard toutes les minutes sur un grand nombre de mobiles de par le monde. Un écran noir apparaissait soudain, suivi d'un retour à l’accueil. La mise à jour d'iOS 11.2 a supprimé le problème.

## Sous OS X
OS X v10.7 « Lion » inclut une nouvelle fonctionnalité nommé « Launchpad ». S'inspirant grandement du SpringBoard d'iOS, il permet l'affichage d'applications comme dans iOS, de même pour les fichiers et dossiers. Il n'est cependant pas destiné à être un écran d'accueil.
Avant la Developer Preview de Mac OS X Lion, le Launchpad était nommé SpringBoard. De même, le nom affiché dans le Dock était identique et les images utilisées pour le Launchpad sont toujours nommées "SpringBoard" (ou "sb"), et peuvent être trouvées dans /System/Library/CoreServices/Dock.app/Contents/Resources.

## Annexe